# Novéant-sur-Moselle
Novéant-sur-Moselle (Duits: Neuburg in Lothringen) is een gemeente in het Franse departement Moselle (regio Grand Est). De plaats maakt deel uit van het arrondissement Metz. Novéant-sur-Moselle telde op 1 januari 2022 1.861 inwoners.

## Geografie
De oppervlakte van Novéant-sur-Moselle bedroeg op 1 januari 2022 12,89 vierkante kilometer; de bevolkingsdichtheid was toen 144,4 inwoners per km². De plaats ligt aan de Moezel.

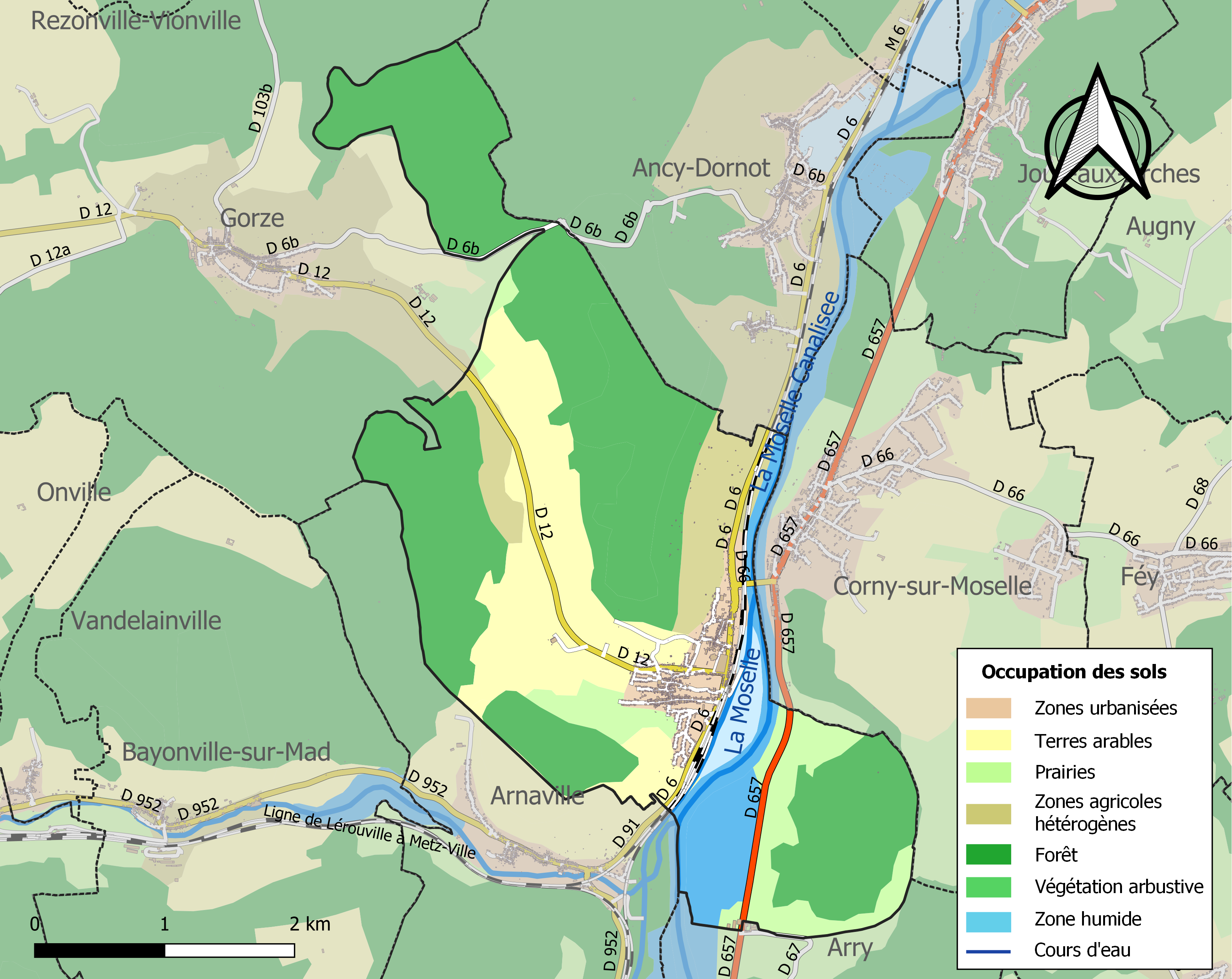
Kaart van de gemeente met de belangrijkste infrastructuur, bodemgebruik en omliggende gemeenten

## Verkeer en vervoer
In de gemeente ligt spoorwegstation Novéant.

## Demografie
Onderstaande figuur toont het verloop van het inwonertal (bron: INSEE-tellingen).